# Аркадия (санаторий)
Лечебно-оздоровительный комплекс «Аркадия» — оздоровительный, лечебно-профилактический комплекс в Одессе (Украина).

## История
Санаторий был основан в 1946 году. В это время началось строительство спальных корпусов и хозяйственного блока.
Санаторий был создан на исторической территории курортного района «Аркадия». Так, на его территории расположен целый ряд объектов культурного наследия Украины: комплекс из пяти дач конца XIX начала — XX веков (в том числе дача Маврокордато, дача Параскиева, школа слепых, водолечебница, столовая, корпуса городского санатория), наружное ограждение 1891 года (архитектор П. У. Клейн). В свою очередь вся территория санатория является парком-памятником садово-паркового искусства.
В 2008 году санаторий стал центром оздоровления и отдыха государственной пограничной службы Украины.
После событий 2014 года на территории Крыма, санаторий временно приютил семьи 73 военнослужащих, переехавших из Крыма на континентальную часть Украины. В дальнейшем они были распределены по другим вооружённым частям страны.
В 2015 году на территории санатория возник пожар, в результате которого значительно пострадало одноэтажное здание для работников.
На территории комплекса неоднократно выявлялось незаконное строительство на охраняемой государством территории.

## Состав комплекса
Лечебным профилем санатория является лечение туберкулёза и неспецифических болезней лёгких, органов зрения, урологических и гинекологических заболеваний. Общая вместимость комплекса составляет 210 человек: урологических — 80, гинекологических — 80, офтальмологических — 50.
База санатория располагает площадью 9,6 га и представляет собой благоустроенную, озеленённую территорию, на которой размещены 7 спальных корпусов, лечебно-диагностический корпус, клинико-диагностическая лаборатория, административный корпус, пищеблок, котельная, библиотека и хозпомещения. В комплексе санатория также расположены клуб, рассчитанный на более чем 400 мест, бильярдный зал, летний кинотеатр и танцевальная площадка.